# Lyric Theatre (New York 1998)
Il Lyric Theatre, precedentemente noto come Ford Center for the Performing Arts, Hilton Theatre e Foxwoods Theatre, è un teatro di Broadway sito nel quartiere di Midtown Manhattan a New York.

## Storia
Il teatro fu costruito tra il 1996 e il 1997 sul sito del precedente Apollo Theatre (noto anche come Lyric).
Il teatro aprì al pubblico il 18 gennaio 1998 con il musical Ragtime, che rimase in cartellone per due anni. Il teatro era stato originariamente chiamato Ford Center for the Performing Arts.
Nel 2000 il teatro fu ristrutturato e ribattezzato Hilton Theatre in occasione della prima statunitense di Chitty Chitty Bang Bang. Dopo essere rimasto vuoto per tutto il 2009, nel 2010 il musical Spider-Man: Turn Off the Dark cominciò i suoi sette mesi di anteprime, subito dopo che il teatro venne rinominato Foxwoods Theatre.
Nel 2014 il teatro fu acquistato dall'Ambassador Theatre Group, che lo ribattezzò Lyric Theatre.
Nel 2017 il teatro fu ristrutturato per accomodare la prima dell'opera teatrale in due parti Harry Potter e la maledizione dell'erede, che resta in cartellone dal 22 aprile 2018, fino al 2020.

## Storia degli allestimenti
- Ragtime, libretto di Terrence McNally, colonna sonora di Stephen Flaherty & Lynn Ahrens, con Marin Mazzie, Lea Michele, Audra McDonald (1998-2000)
- Jesus Christ Superstar, libretto di Tim Rice, colonna sonora di Andrew Lloyd Webber (2000)
- 42nd Street, libretto di Michael Stewart, colonna sonora di Harry Warren e Al Dubin, con Christine Ebersole (2001-2005)
- Chitty Chitty Bang Bang, libretto di Ian Fleming, colonna sonora di Robert B. Sherman e Richard M. Sherman, con Raúl Esparza e Jan Maxwell (2005)
- Dr. Seuss' How the Grinch Stole Christmas! The Musical, libretto di Timothy Mason, colonna sonora di Mel Marvin (2006-2007)
- The Pirate Queen, libretto di Richard Maltby Jr., colonna sonora di Alain Boublil e Claude-Michel Schönberg, con Stephanie J. Block e Hadley Fraser (2007)
- Young Frankenstein, libretto e colonna sonora di Mel Brooks, con Roger Bart, Sutton Foster e Andrea Martin (2007-2008)
- Spider-Man: Turn Off the Dark, libretto di Julie Taymor, Glen Berger e Roberto Aguirre-Sacasa, colonna sonora di Bono e The Edge (2010-2011)
- On the Town, libretto di Betty Comden ed Adolph Green, colonna sonora di Leonard Bernstein (2014)
- Paramour, del Cirque du Soleil (2006)
- Harry Potter e la maledizione dell'erede, di Jack Thorne, con Jamie Parker e Noma Dumezweni (2018-in corso)